# マリー・ローランサン
マリー・ローランサン（Marie Laurencin, 1883年10月31日 - 1956年6月8日）は、20世紀前半に活動したフランスの女性画家・彫刻家である。

## 生涯

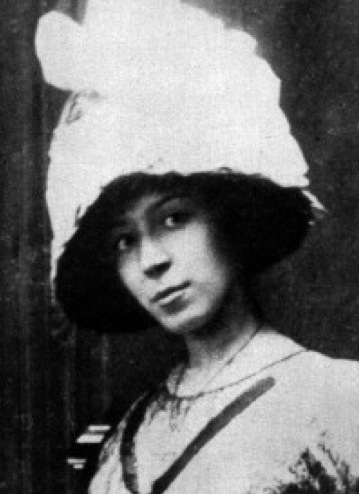
肖像、パリにて（1912年頃）

マリー・ローランサンは、1883年にパリ10区
で誕生した。父はのちに代議士となったアルフレッド・トゥーレ（フランス語）（1839年 - 1905年）だが、マリーは彼が父親だということを長い間知らなかった。母はコタンタン半島出身のポーリーヌ・メラニー・ローランサン。
彼女は、レズビアンのアメリカ人駐在員ナタリー・クロフォードのサロンと関係があり、またローランサンは男性とも女性とも関係を持った。
パリ9区のリセ・ラマルティーヌ (fr) に学び、画家を志し、アカデミー・アンベールで絵を勉強する。ここでジョルジュ・ブラックと知り合い、キュビスムの影響を受けた。1907年にサロン・ド・アンデパンダンに初出展。このころ、ブラックを介して、モンマルトルにあったバトー・ラヴォワール（洗濯船）という安アトリエで、パブロ・ピカソや詩人で美術評論家のギヨーム・アポリネールと知り合った。1908年と翌年に『アポリネールとその友人たち』と題し2作を残した。

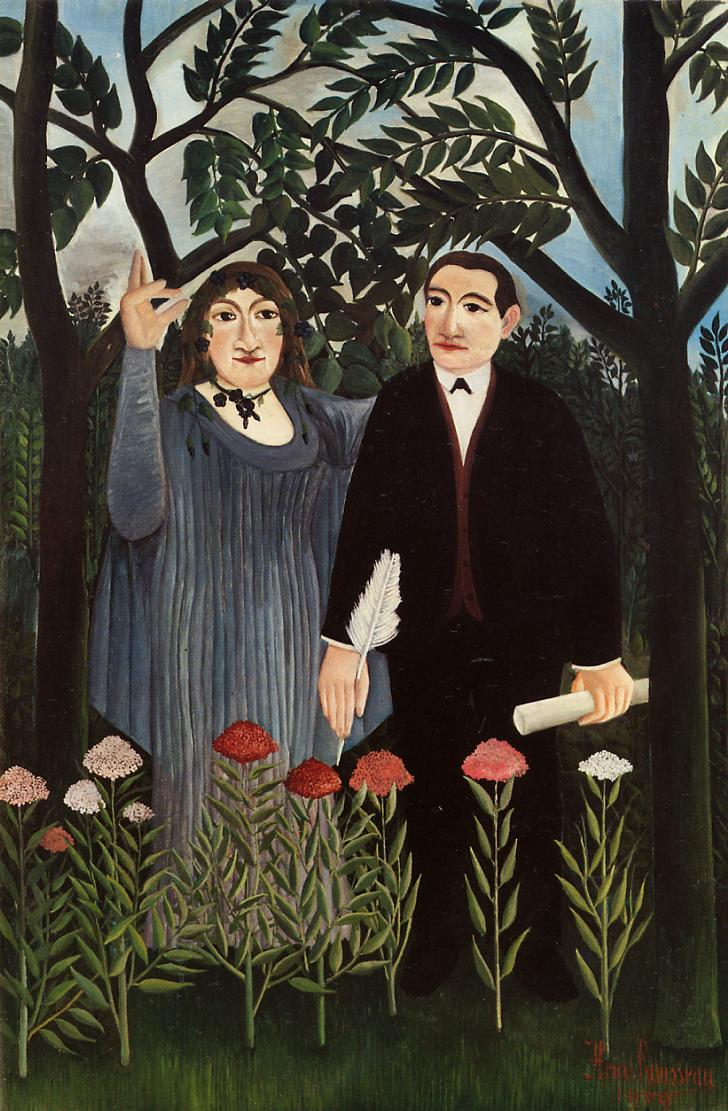
アンリ・ルソー作「詩人に霊感を与えるミューズ」(ギヨーム・アポリネールと彼のミューズであるローランサン)1909年

アポリネールと出会った時、彼は27歳、ローランサンは22歳。二人は恋に落ちた。だが1911年にアポリネールがモナリザ盗難事件の容疑者として警察に拘留された頃には、ローランサンのアポリネールへの恋愛感情も冷めてしまった。結局彼は無罪だったものの、その後もアポリネールはローランサンを忘れられず、その想いを歌った詩が彼の代表作「ミラボー橋」であるという。
1914年に31歳でドイツ人男爵（オットー・フォン・ヴェッチェン）と結婚。これによりドイツ国籍となったため、同年に第一次世界大戦が始まると、はじめマドリード、次にバルセロナへの亡命生活を余儀なくされた。戦後、1920年に離婚して単身パリに戻る。離婚後はバイセクシュアルであった。

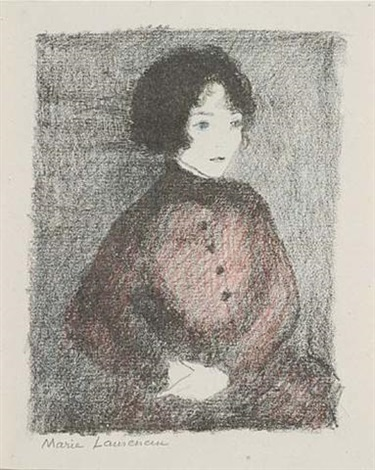
「ジョルジュ夫人の肖像　エマニュエル・ラング」1923年

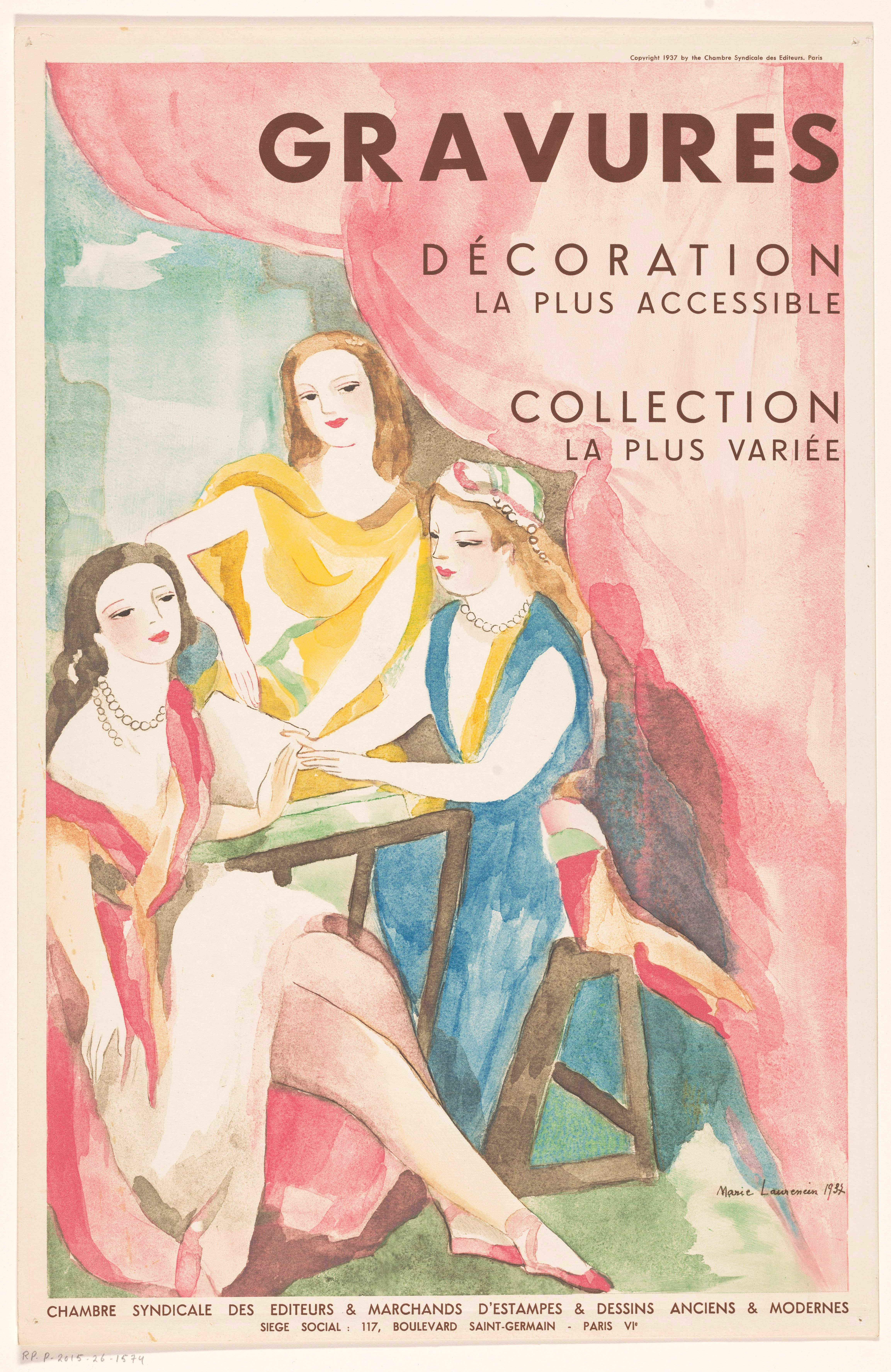
ポスター『ポスター台を囲む三人の女性』（仮題）1937年。ローランサン原画による商店ポスター

パリの上流婦人の間ではローランサンに肖像画を注文することが流行となったといい、ココ・シャネルが頼んだ絵 はオランジュリー美術館が所蔵する。
舞台装置や舞台衣装のデザインでも成功した。

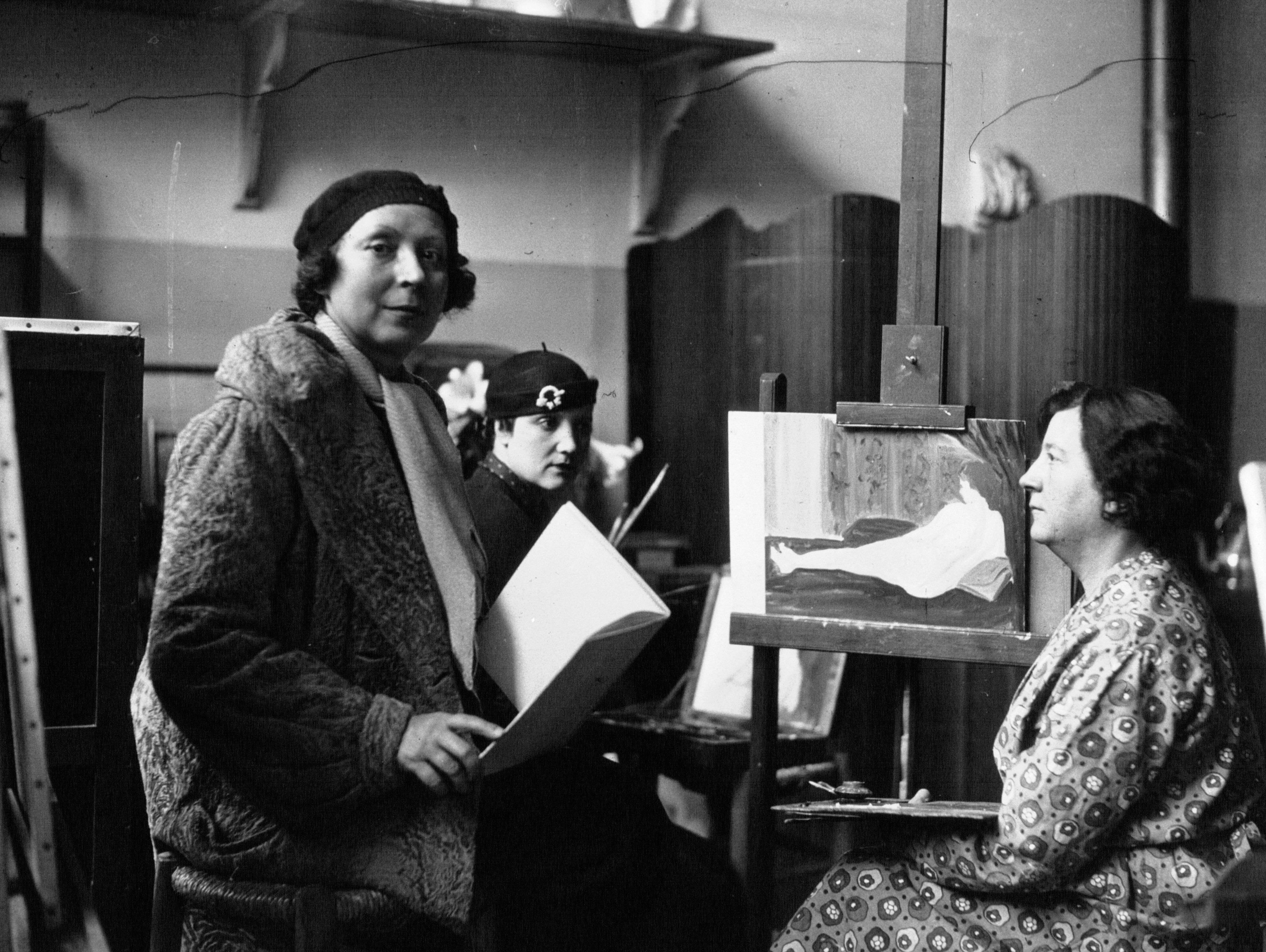
アトリエのローランサン（向かって左）とモデル（1932年）
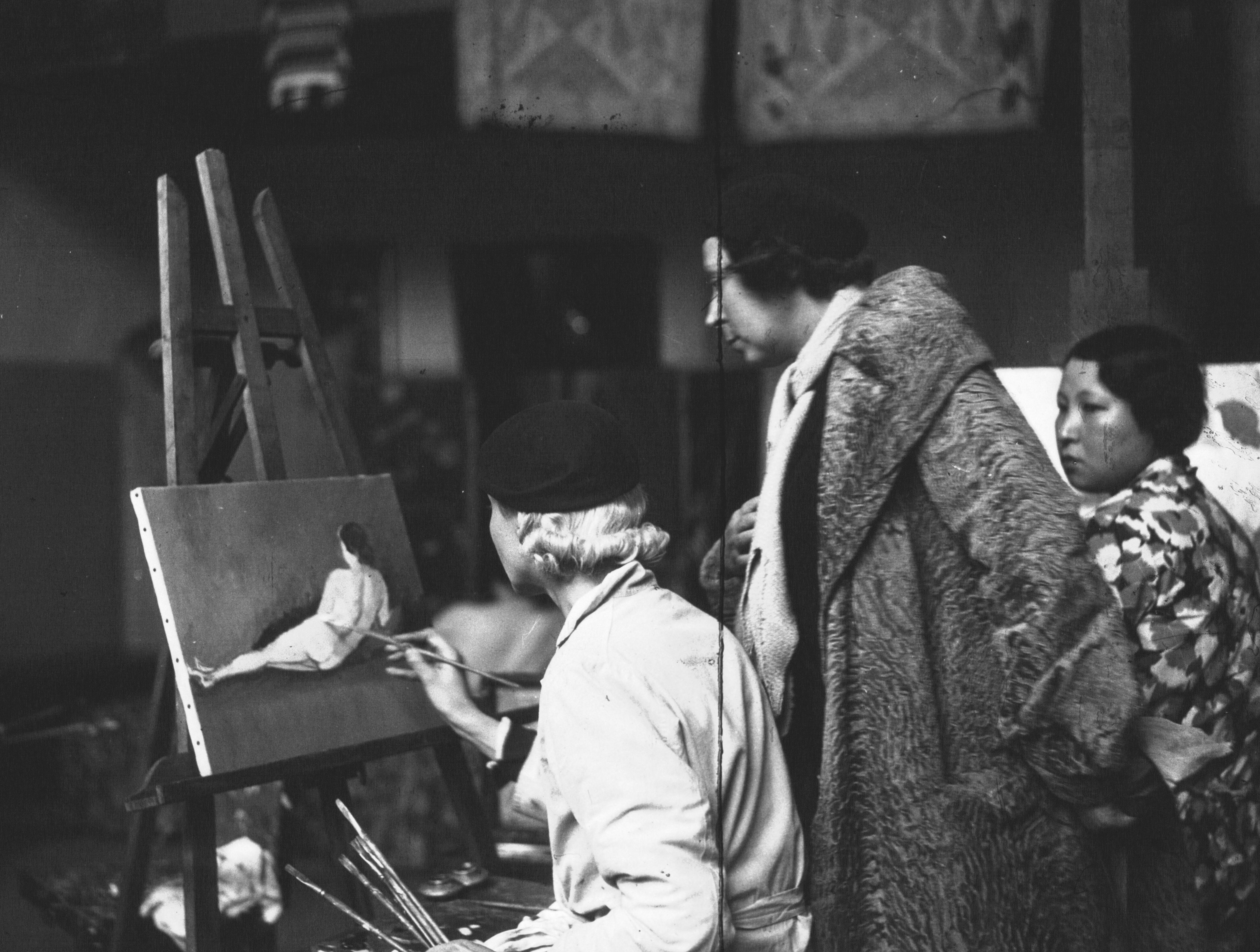
ローランサンと学生(1932年)

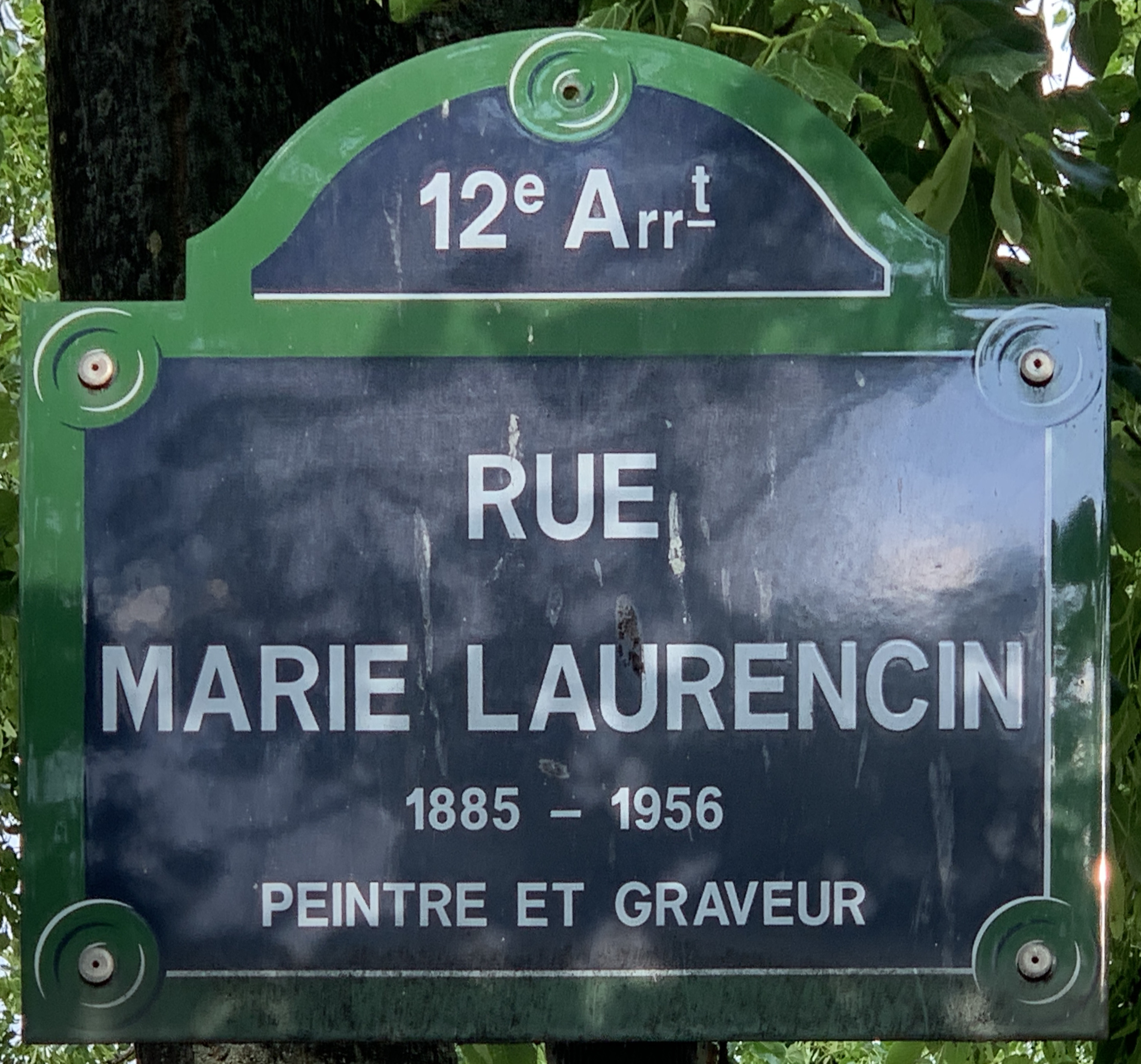
マリー・ローランサン通りの標識

第二次世界大戦の際はフランスを占領したドイツ軍によって自宅を接収されるといった苦労もありながらも、創作活動を続けた。1954年、シュザンヌ・モローを正式に養女とする。ローランサンは、1956年に72歳で死去した。

## マリー・ローランサン美術館

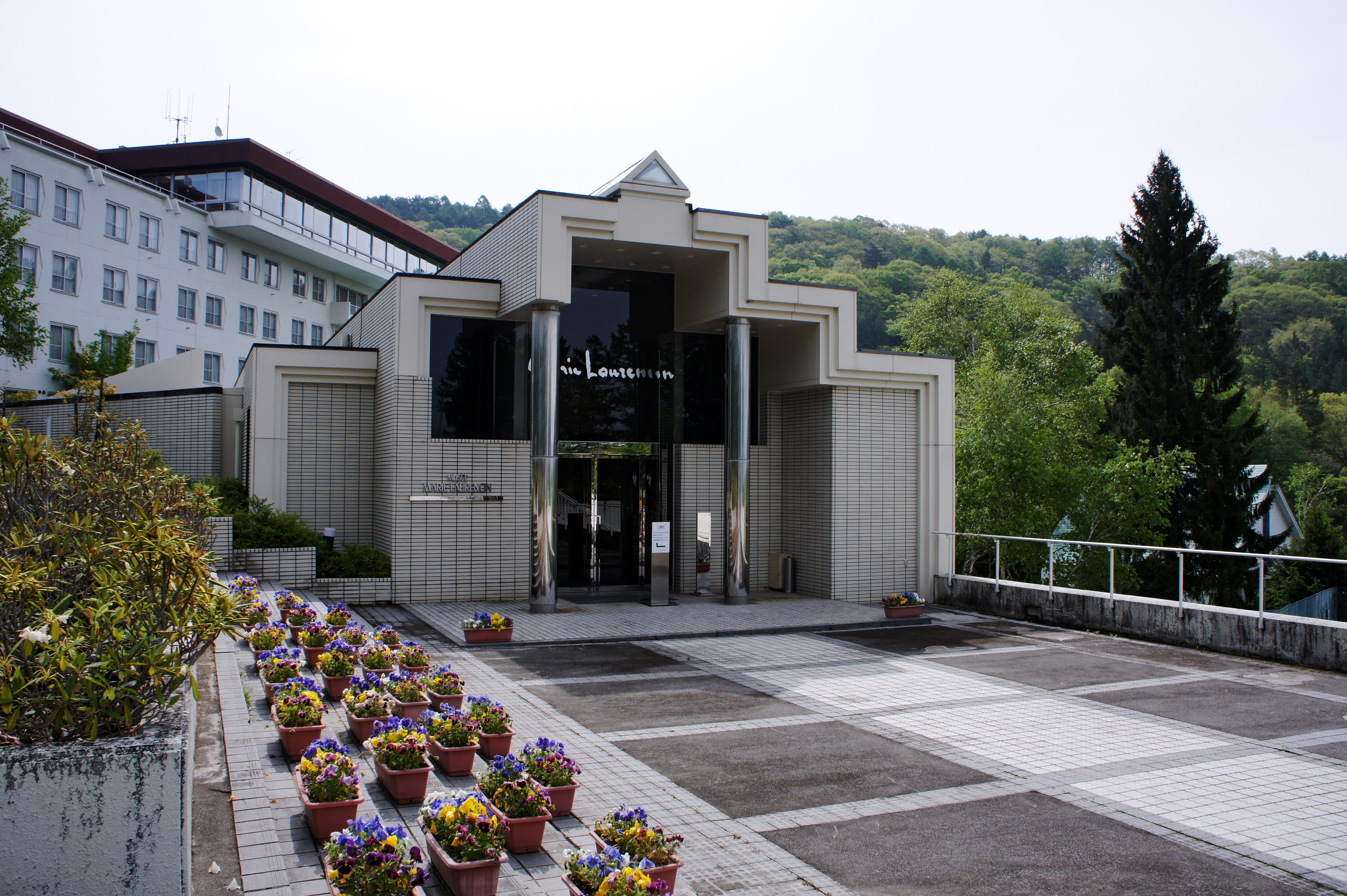
マリー・ローランサン美術館

長野県茅野市の蓼科湖畔にあったマリー・ローランサン美術館は、世界でも唯一のローランサン専門の美術館であった。東京のタクシー会社・グリーンキャブ創業者の館長・高野将弘が収集した個人コレクションが元になり、集客に役立てようとリゾートホテルの敷地に展示施設を計画した。開館の1983年はローランサン生誕100周年にあたり、駐日フランス大使館の助言を受けて「美術館」と称すると決めると、博物館法の規定に沿うように整え同年7月14日に開館する（油彩画22点のほか全46点を公開）。法人移管により拡充した収蔵点数は500点余りを数えたが、観光客減少のため2011年9月30日をもって閉館した。その後、フランス、パリのマルモッタン・モネ美術館、台北の中正紀念堂、台中の国立台湾美術館、 山梨県立美術館（2012年）、また没後60年記念展（2016年）を含む日本各地の巡回展示を経て、2017年7月15日ニューオータニガーデンコート6階で美術館が再開したが、2019年1月14日を以って再び閉館となった。
2022年10月現在、コレクションは600点を超えた（うち油彩画98点）。当館は収蔵品の公開はしないものの展覧会へ貸し出したり、情報発信もFacebookで続けている。館長の吉澤公寿（1961年生まれ）は創業者・高野将弘の息子で同館学芸員、ローランサン研究家として『マリー・ローランサンとその仲間たち』、『もっと知りたいローランサン』を上梓している。

## 代表作
- 『アポリネールとその友人たち』、別題『招待』（1908年）（ボルティモア美術館（英語版））[24][12]
- 『アポリネールとその友人たち（フランス語版）』（1909年）（ポンピドゥー・センター）[26]。別題『田舎の集い』または『高貴な仲間』、『友人たちの会合』[13]。
- 『The Dreamer（フランス語版）』（1910年- 1911年）（ピカソ美術館 (パリ)）
- 『二人の少女』（1915年）（テート・ギャラリー）
- 『シャネル嬢の肖像（フランス語版）』（1923年）（オランジュリー美術館）
- 『接吻』（1927頃）（マリー・ローランサン美術館）
- 『舞台稽古』1936年の万国博覧会のために制作[27]
- 『花摘む少女』（1948年）（個人所蔵）

挿絵

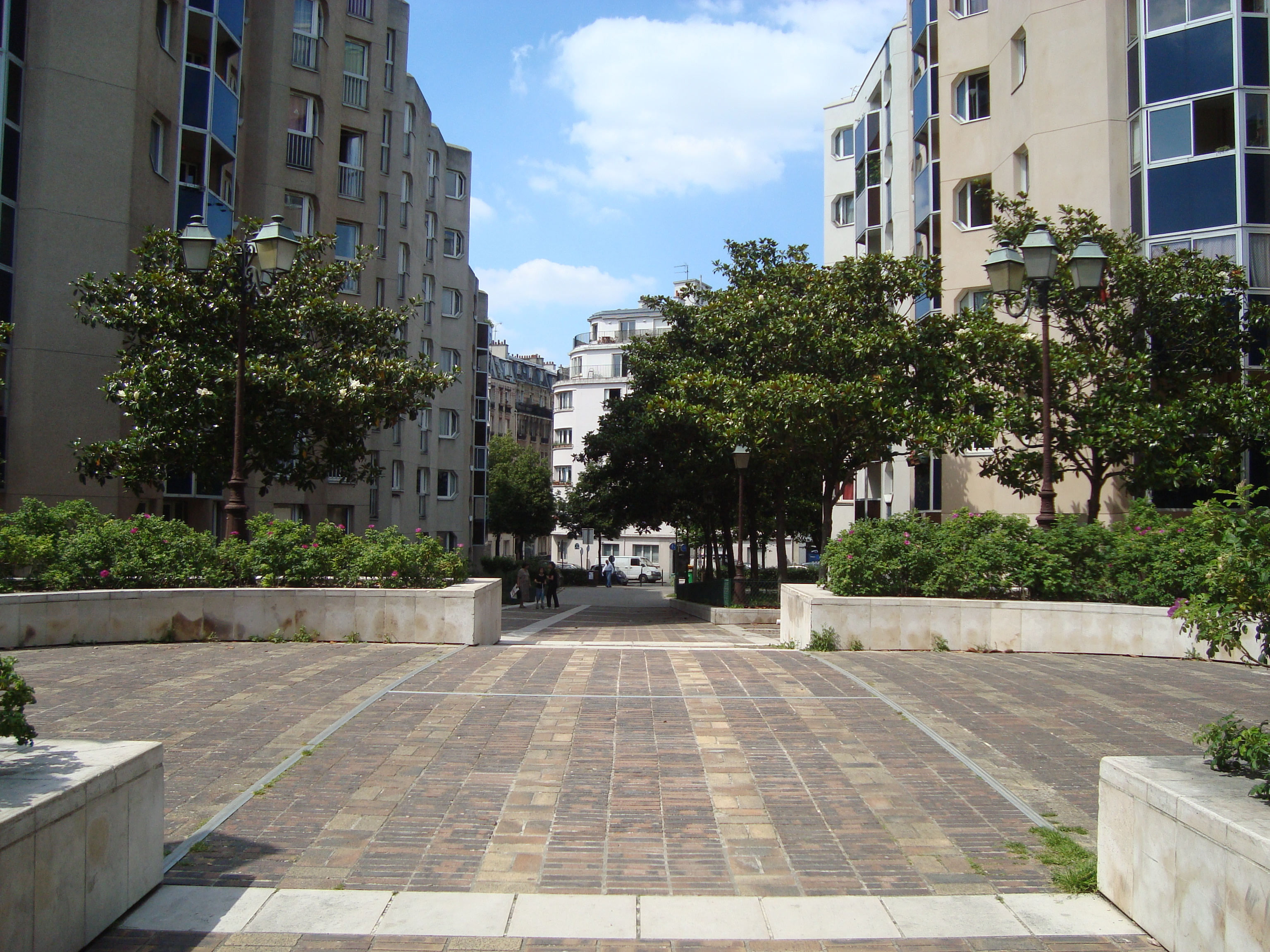
パリ12区のマリー・ローランサン通り。

- ルイス・キャロル『Alice in Wonderland』Black Sun Press、1930年[28]。

### 注
1. ↑  シャブロル通り
2. ↑  アカデミー・ランベール（フランス語）の同期にブラックの他、フランソワ・ピカビア（フランス語版）、ジョルジュ・ルパプ（フランス語版）もおり、ブラックとルパプはローランサンの画才に気づくと、陶芸の絵付け師の見習いをやめて絵に専心するよう勧めている[5]。ローランサンはこの頃にすでに自画像を描いており[5]、終生、自分を描いた[6]。
3. ↑  Glout, Flora. Marie Laurencin, Paris：Mercure de France, 1987, p.101。山田[7]によると著者はローランサンの親友の娘。
4. ↑  山田はアポリネールが書き残したものを引き[8]、ピカソがローランサンをアポリネールに引き合わせたとしている[7]。
5. ↑  背の高い偉丈夫で、ローランサンは細身の華奢な体形だったが、アンリ・ルソーは彼女を太目で大柄な女性として2回も描いている
6. ↑  山田によるとローランサンはキュビスムには参加せず[9]、当人も生前、「私が立体派にならなかったとしても、それはつまり、なろうにもなれなかったからです。そのちからがなかったわけですが、彼らの探求には今でも情熱をかきたてられるのです[10][11]」と語っているという。
7. ↑  1作目はボルティモア美術館収蔵、別題『招待客』（1908年）、カンヴァスに油彩、64×76 cm[12]。2作目はポンピドゥー・センター収蔵、別題『田舎の集い』または『高貴な仲間』、『友人たちの会合』（1909年）、カンヴァスに油彩、130×194 cm[13]。
8. ↑  アポリネールの詩「ミラボー橋」（邦題）の初出は「ソワレ・ド・パリ」（1912年2月）、再録は『アルコール』（1913年[15]）[16]。日本語訳はギョーム・アポリネール 著、堀口大學 訳「ミラボー橋」 I、青土社〈アポリネール全集〉、1979年、68-69頁。。
9. ↑  マリー・ローランサン『マドモアゼル・シャネルの肖像』1923年、キャンバスに油彩。オランジュリー美術館[19]。
10. ↑  フランス文化紹介の功績により芸術文化勲章シュヴァリエを受勲（2005年）。

## 資料
発行年順。
- Laurencin, Marie、辛酸 なめ子、横山 由紀子『L'éventail de Marie Laurencin』川村記念美術館 編、川村記念美術館、2010年。NCID BB03303065。別題『マリー・ローランサンの扇』
- Laurencin, Marie、富安 玲子、渡辺 浩美、堤 祐子『マリー・ローランサンとその時代展 : 巴里に魅せられた画家たち』マリー・ローランサン美術館、高梁市成羽美術館、一宮市三岸節子記念美術館。マリー・ローランサン美術館、2011年。NCID BB0882176X。
- Laurencin, Marie『Marie Laurencin : catalogue des œuvres de Marie Laurencin : マリー・ローランサン作品集』マリーローランサン美術館、2011年。CRID 1130000796765135616。2011年3月時点の所蔵作品より油彩画全点、水彩画や版画、デッサン、挿絵本など。年譜、主要参考文献、作品リスト。
- Laurencin, Marie、東郷 青児、Modigliani, Amedeo『マリー・ローランサンと東郷青児展 = Marie Laurencin & Togo Seiji』アートプランニングレイ、山梨県立美術館 編。山梨日日新聞社、山梨放送。アートプランニングレイ、2012年。山梨県立美術館で行われた展覧会図録（主催: 山梨県立美術館、山梨日日新聞社・山梨放送）。会期：2012年4月28日-6月24日。
- Laurencin, Marie、吉澤公寿 執筆『Marie Laurencin : マリー・ローランサン展 : 女の一生』大竹ゆき、浅倉祐一朗 編、三鷹市美術ギャラリー、三鷹市芸術文化振興財団、Is Art Inc、2014年。三鷹市美術ギャラリーの展覧会図録（主催：三鷹市芸術文化振興財団、三鷹市美術ギャラリー）、会期：2014年4月12日-6月22日。
- Laurencin, Marie、府中市美術館 [ほか] 編『マリー・ローランサン = Marie Laurencin』府中市美術館、碧南市藤井達吉現代美術館、浜松市美術館、中日新聞社、金沢21世紀美術館、浜松市。中日新聞社、2015年。巡回展の図録
  - 金沢21世紀美術館（2015年4月23日-5月16日）
  - 浜松市美術館（2015年6月20日-8月23日）
  - 府中市美術館（2015年9月12日-12月20日）
  - 碧南市藤井達吉現代美術館以下、2会場巡回。
- Laurencin, Marie、吉澤公寿 監修『没後60年マリー・ローランサン展』大竹真由、IS ART INC. 企画・構成・編集、美術館えきKyoto。IS ART INC、2016年。CRID 1130000797909888640。別題『60e anniversaire de la disparition de Marie Laurencin』。美術館「えき」Kyoto展覧会図録（2016年10月28日-11月27日）。
- 野田伊津子「「忘れられたのは誰か」をめぐるヴラーナとの対話，ハヴェルとの差異」『金城学院大学キリスト教文化研究所紀要』第20巻、金城学院大学、2017年3月、79-94頁、ISSN 1341-8130、CRID 1050282677810160128。
- 船木 倶子「マリー・ローランサン展」『LEMA』第523号、p.25-27、2016年。CRID 1520573328565165824、ISSN 13439995。
- 山田 茉委「マリー・ローランサンと『音楽』:《優雅な舞踏会》を中心に」早稲田大学美術史学会 編『美術史研究』第58号、p.123-133、2020年。掲載誌別題『The Waseda journal of art history』。CRID 1520572359513777024、ISSN 0523-5871。
- 吉澤公寿『マリー・ローランサンとその仲間たち』幻冬舎メディアコンサルティング、2022年。CRID 1130856650889091858、ISBN 9784344939134。
- 山田茉委「マリー・ローランサンの「狩りをするディアナ」主題作品をめぐる考察」『早稲田大学大学院文学研究科紀要』第67巻、早稲田大学大学院文学研究科、2022年3月、553-570頁、ISSN 2432-7344、CRID 1050573407667776640。
- 吉澤公寿『もっと知りたいローランサン―生涯と作品』東京美術〈アート・ビギナーズ・コレクション〉、2023年1月。ISBN 9784808712556。